# 中悅環球企業總部
中悅環球企業總部是位於台灣桃園市桃園區的高層建築，位於桃園藝文特區，由中悅建設興建，高25層，總高度117.3米；為藝文特區內第1個建案，此建案規劃2棟辦公大樓與1棟住宅大樓，目前為桃園市第5高樓。